# Hakon Sjögren
Per Vilhelm Hakon Sjögren, född 14 augusti 1898 i Södertälje, död 15 april 1990 i Sigtuna, var en svensk psykiater.
Efter studentexamen i Södertälje 1918 blev Sjögren medicine kandidat vid Uppsala universitet 1924, medicine licentiat vid Karolinska Institutet i Stockholm 1930, medicine hedersdoktor vid Uppsala universitet 1953 och docent i psykiatri vid Göteborgs universitet 1954. Han var amanuens och underläkare på Serafimerlasarettet i Stockholm 1927–1931, biträdande läkare på Beckomberga sjukhus i Stockholm 1932–1939 och överläkare vid Lillhagens sjukhus i Göteborg 1940–1964 och styresman där 1958–1964. Han var sekreterare i Svenska Läkaresällskapets sektion för neurologi och psykiatri 1936–1939.
Sjögren blev en av pionjärerna inom svensk psykiatri när han betonade psykiskt sjukas individuella utvecklingsmöjligheter. Därmed medverkade han till att lägga grunden till dagens moderna terapier och behandlingsmetoder. Sjögren var även en föregångare när det gällde att se sambandet mellan kropp och själ och utifrån detta behandla somatiska åkommor hos psykiatripatienter.
Sjögren gifte sig den 26 september 1930 med friherrinnan Ingegerd Knutsdotter Leijonhufvud (1901–1987), dotter till kontraktsprosten, friherre Knut Leijonhufvud och Gerda, född Lowisin. Makarna Sjögren är begravna på Sigtuna kyrkogård.